# Larix gmelinii
Larix gmelinii, llamado vulgarmente alerce de Gmelin, es una especie arbórea perteneciente a la familia de las pináceas. Es originaria del este de Siberia, y las vecinas Mongolia nororiental, China nororiental (Heilongjiang) y Corea del Norte.

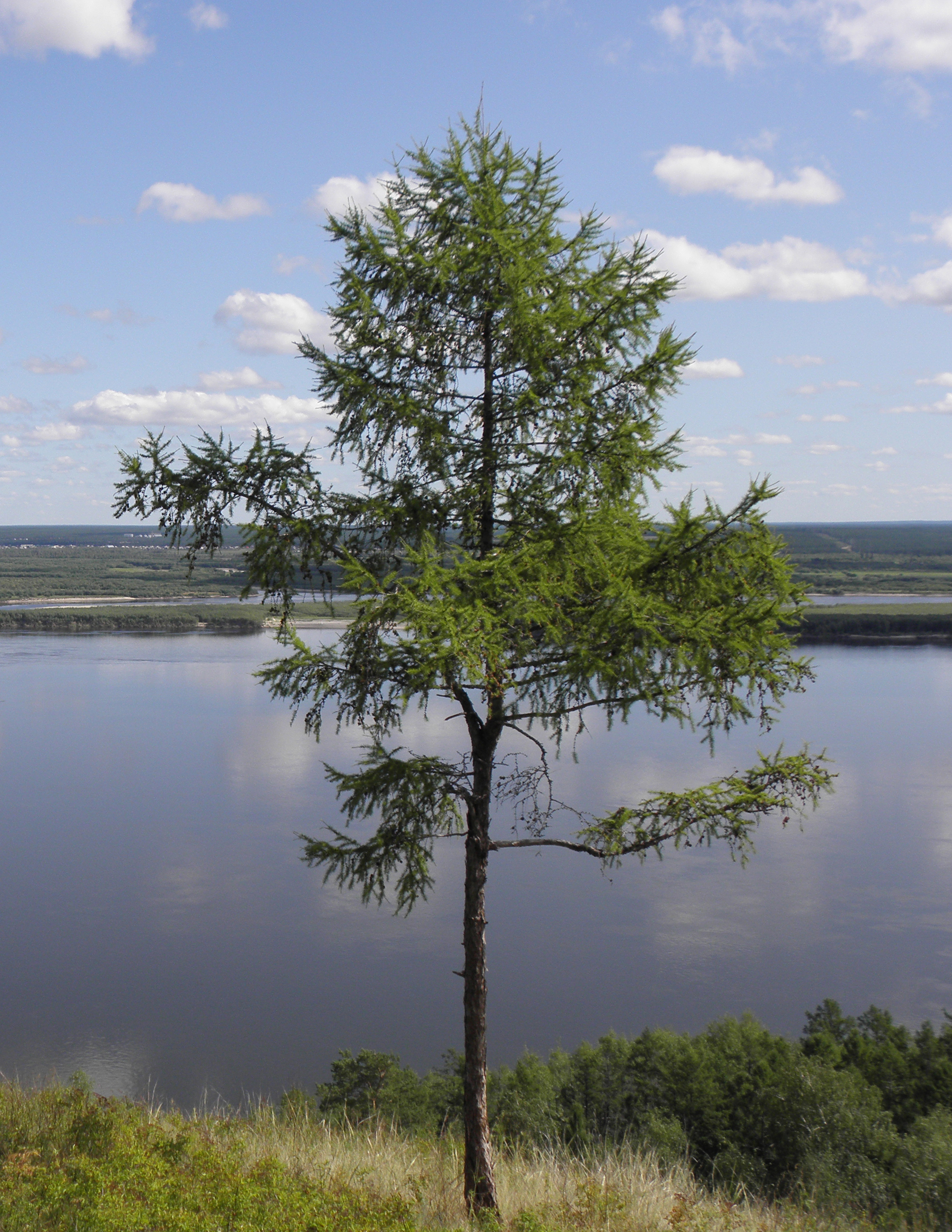
Vista del árbol

## Descripción

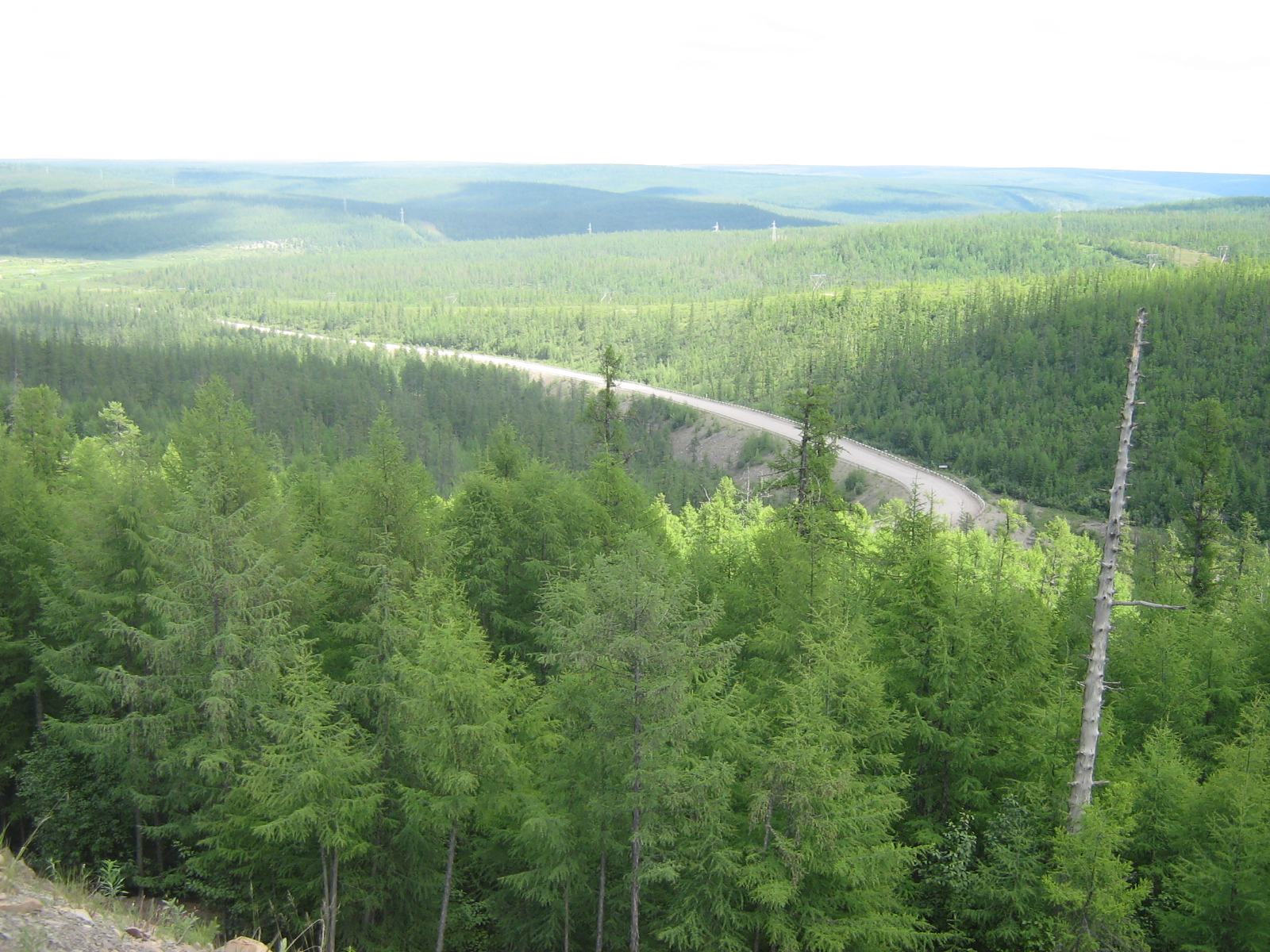
En su hábitat

Es un árbol conífero de hoja caduca y tamaño medio que alcanza 10-30 m de alto, raramente 40 m, con un tronco de hasta 1 m de diámetro. La corona es amplia y cónica; tanto las ramas principales como las laterales están equilibradas, las laterales sólo cuelgan raramente. Los brotes son dimórficos, con el crecimiento dividido en largos brotes (típicamente 5-30 cm de largo) y llevando varias yemas, y brotes cortos de sólo 1-2 mm de largo con sólo una yema. Las hojas son aciculares, de color verde claro, 2-3 cm de largo; se vuelven de amarillo brillante a naranja antes de que caigan en el otoño, dejando los bortes marrón rojizo desnudos hasta la siguiente primavera. 
Los estróbilos son erectos, ovoides, 1-2 cm (raramente 2,5 cm) de largo, con 15-25 escamas de semillas moderadamente flexionadas; son verdes (raramente púrpuras) cuando están inmaduros, volviéndose marrón y abriéndose para liberar las semillas cuando maduran, 3–5 meses después de la polinización. Los viejos conos normalmente permanecen en el árbol durante varios años, volviéndose de un negro grisáceo apagado.

## Taxonomía y sistemática
Hay tres variedades:
- Larix gmelinii var. gmelinii. En la mayor parte del área de distribución, desde el valle del Yeniséi hacia el este hasta Kamchatka.
- Larix gmelinii var. japonica. Las islas Kuriles y Sajalín (ambos anteriormente territorio japonés).
- Larix gmelinii var. olgensis. Corea del Norte, Heilongjiang, y los montes Sijoté-Alín del Krai de Primorie, Rusia. A veces tratada como una especie diferente Larix olgensis.[3]

La especie, estrechamente relacionada, Larix principis-rupprechtii, es tratada como una cuarta variedad (L. gmelinii var. principis-rupprechtii) por muchos botánicos; aparece en una región separada en el monte Wutai al oeste de Pekín, separada del típico L. gmelinii por alrededor de 1000 km, y es diferente en cuanto que tiene conos más grandes (2-4 cm) con más escamas.
Esta especie interactúa con el estrechamente relacionado Larix sibirica  del centro y el oeste de Siberia donde se encuentran sus áreas de distribución a lo largo del valle del Yenisei; el híbriso resultante recibe el nombre de Larix × czekanowskii.
El nombre científico honra a Johann Georg Gmelin. Debido a la variabilidad de la especie, ha adquirido numerosos sinónimos en la literatura botánica, incluyendo L. cajanderi, L. dahurica, L. kamtschatica, L. komarovii, L. kurilensis, L. lubarskii, L. ochotensis.

## Ecología y usos

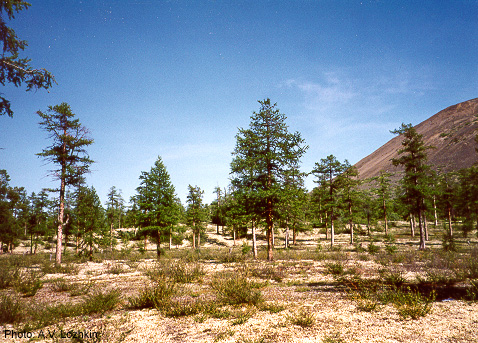
Bosque de alerces de Gmelin, región de Kolimá, Extremo oriente ruso.

Forma enormes bosques en la taiga siberiana del Este, creciendo a una altitud entre 50 y 1.200 m s. n. m. tanto en suelos pantanosos como bien drenados, incluyendo los suelos poco profundos por encima del permafrost. Es único en dos aspectos, por ser el árbol más al norte en el mundo, alcanzando 72° 31' N en el bosquecillo Lukunsky (105° 03' E) y 72° 28' N en Ary-Mas (102° 15' E) ambos en el valle del río Jatanga, y también el árbol más resistente al frío en el mundo, tolerando temperaturas por debajo de -70 °C en la región de Oimiakón–Verjoyansk de Yakutia, Rusia. Se ha documentado un árbol en Yakutia de 919 años de edad.
Ocasionalmente crece en los jardines botánicos en Europa y Norteamérica; no es un árbol fácil de cultivar en zonas con inviernos templados pues está adaptado a largos períodos de descanso invernal; el tiempo invernal templado en Gran Bretaña puede hacer que salgan hojas a principios de enero, con las hojas juveniles entonces muertas por la siguiente helado. En su región nativa, las temperaturas diarias mínimas por encima de la congelación no aparecen hasta finales de mayo o principios de junio, sin más heladas hasta que acaba el breve verano.
Las escamas de los conos de L. gmelinii se usan como alimento por las larvas de la polilla tortrícida Cydia illutana.

## Taxonomía

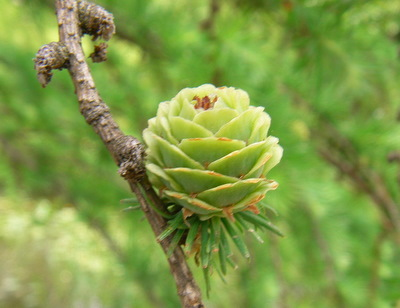
Cono

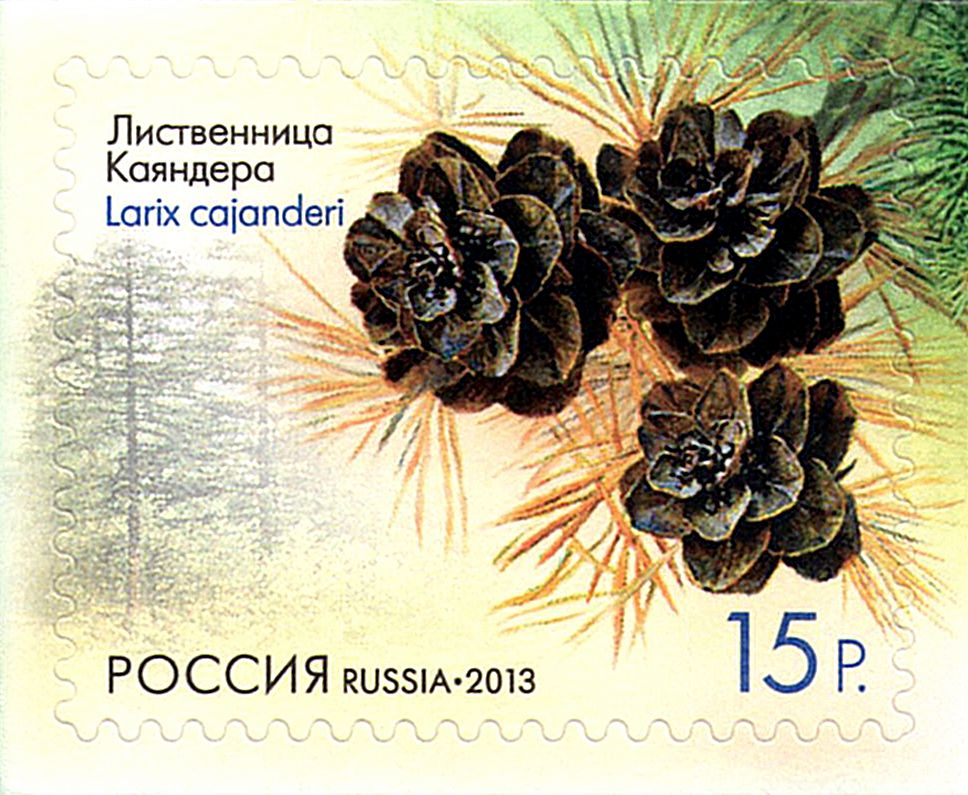
En un sello de correos de Rusia

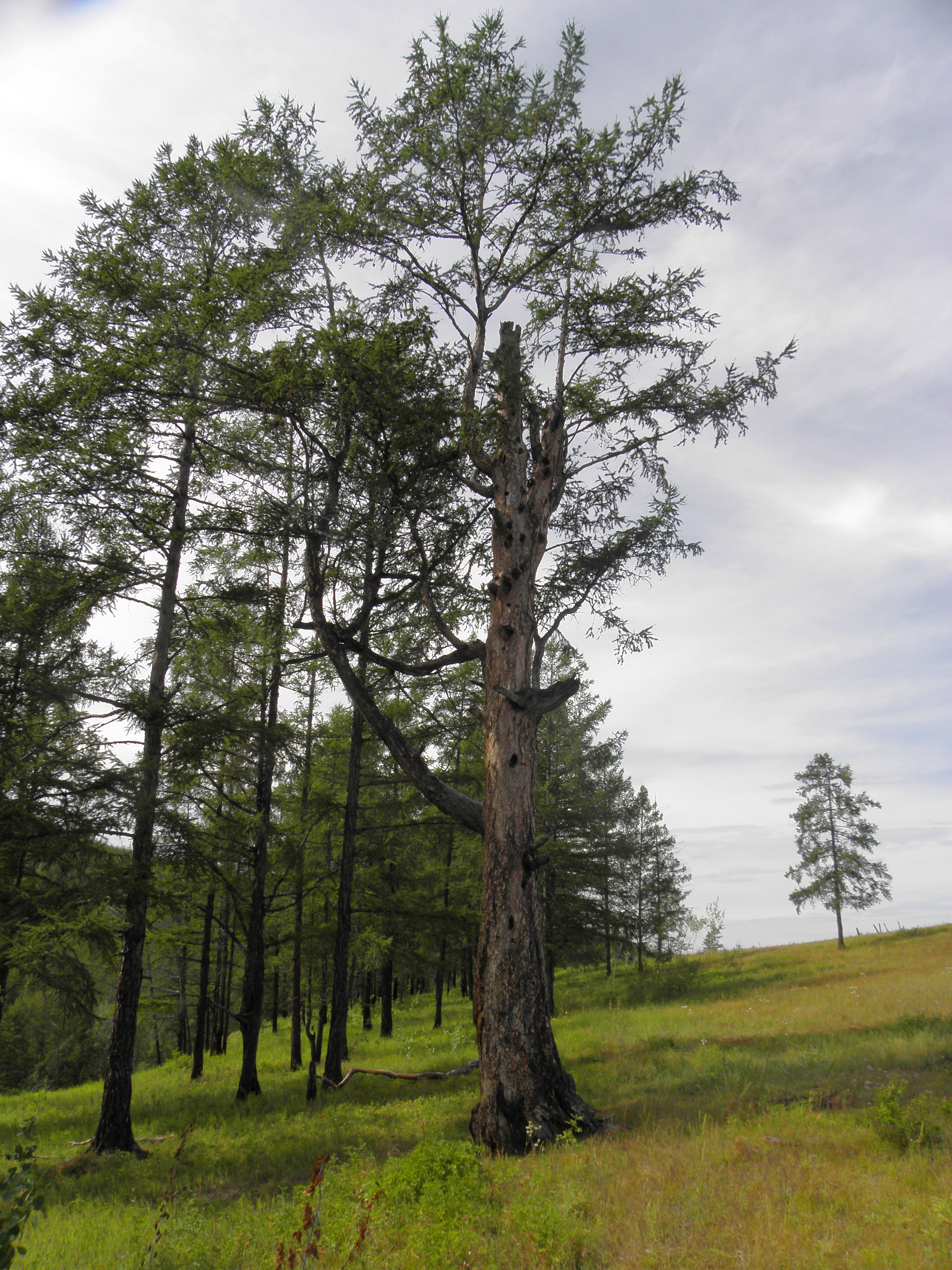
Detalle del árbol

Larix gmelinii fue descrito por (Rupr.) Rupr. y publicado en Trudy Botanicheskogo Muzeya Rossiiskoi Akademii Nauk 18: 41. 1920.
Etimología
Larix: nombre genérico que proviene del término latíno larix que significa "alerce" o "lárice".
gmelinii: epíteto otorgado en honor del botánico alemán Johann Georg Gmelin.
Sinonimia
- Abies gmelinii Rupr.
- Abies kamtschatica Rupr.
- Abies ledebourii Rupr.
- Larix cajanderi Mayr
- Larix dahurica Turcz. ex Trautv.
- Larix dahurica C.Lawson
- Larix heilingensis Y.C.Yang & Y.L.Chou
- Larix kamtschatica (Rupr.) Carrière
- Larix komarovii Kolesn.
- Larix ledebourii (Rupr.) Cinovskis
- Larix middendorfii Kolesn.
- Larix ochotensis Kolesn.
- Larix olgensis var. heilingensis (Y.C.Yang & Y.L.Chou) Y.L.Chou
- Larix olgensis var. komarovii (Kolesn.) Dylis
- Larix pumila Doktur. & Flerow
- Pinus dahurica Fisch. ex Turcz.
- Pinus kamtschatica (Rupr.) Endl.
- Pinus ledebourii (Rupr.) Endl.[6]

var. gmelinii
- Larix dahurica Turcz.

var. japonica (Maxim. ex Regel) Pilg.
- Larix kurilensis Mayr
- Pinus kurilensis (Mayr) Voss

var. olgensis (A.Henry) Ostenf. & Syrach
- Larix amurensis Kolesn. ex Dylis
- Larix dahurica var. koreana Nakai
- Larix dahurica f. viridis E.H. Wilson
- Larix gmelinii var. koreana (Nakai) Uyeki
- Larix gmelinii subsp. olgensis (A.Henry) A.E.Murray
- Larix koreana Nakai
- Larix lubarskii Sukaczev
- Larix olgensis A.Henry

var. principis-rupprechtii (Mayr) Pilg.
- Larix principis-rupprechtii Mayr
- Larix wulingschanensis Liou & Z.Wang